# 炭素化合物
炭素化合物（）は、炭素を成分として含む化合物。
有機化合物はすべて炭素化合物である。炭素と水素、化合物によっては酸素、窒素などヘテロ原子を含む。
無機炭素化合物としては次のようなものがある。

## 炭素より陰性の高い元素と化合したもの
- ハロゲン化物 – 四塩化炭素 (CCl4) など
- 酸化物 – 二酸化炭素 (CO2) や一酸化炭素 (CO) など。特に、炭素と酸素だけのものをオキソカーボンと呼ぶ。
- 硫化物 – 二硫化炭素 (CS2) や一硫化炭素 (CS) など
- 窒化物 – 合成方法が研究されている窒化炭素 (C3N4) など

## 炭化物
炭素より陽性の高い元素と化合したもの（炭化物 を参照）
- イオン性炭化物 - 炭化カルシウム (CaC2) など、炭素アニオン種の塩
- 共有結合性炭化物 - 炭化ケイ素 (SiC) など、共有結合で成る化合物
- 侵入型炭化物 - 遷移金属などの結晶格子の隙間に炭素が侵入したもの

## 炭素を含むアニオン種や配位子を持つ塩、錯体
- 炭酸塩 – 炭酸カルシウム (CaCO3) など
- シアン化物 – ジシアン ((CN)2) やシアン化カリウム (KCN) など
- カルボニル化物 – ニッケルカルボニル (Ni(CO)4) 、ジコバルトオクタカルボニル (Co2(CO)8)など
- カルベン錯体 - 形式上カルベンを配位子とする錯体。グラブス触媒（ルテニウムのベンジリデン錯体）など